# Трапезундская операция
Трапезундская операция ― ряд операций русских войск и Черноморского флота против турецких войск во время Первой мировой войны, проведённых 23 января (5 февраля) — 5 (18) апреля 1916 года. Завершилась победой русских войск и захватом турецкого черноморского порта Трапезунд.

## Военно-оперативная ситуация
После занятия русскими войсками Эрзурума русское командование приняло решение провести наступательную операцию в направлении Трапезунда. Дивизия генерала В. П. Ляхова двигалась вдоль берега. Артподдержку наступлению оказывал Черноморский флот силами нескольких боевых кораблей, объединенных в Батумский отряд. 5 апреля, после успешных действий русских войск и высадки морского десанта в Ризе, турецкая армия была вынуждена оставить Трапезунд.  
Из военных мемуаров Масловского Е. В.:

Большая часть турецкого населения оставила город, но все греки, составляющие значительную часть населения города, и армяне, во главе с митрополитом и многочисленным духовенством, вышли навстречу командующему Кавказской армией. Забрасываемый цветами, под шумные выражения восторга греческого и армянского населения, генерал Юденич, сопровождаемый генералами Томиловым и Ляховым и полковниками Масловским и Драценко, направился по узким улицам города пешком в православный греческий собор, где греческий митрополит в сослужении двенадцати священников совершил молебствие о здравии Государя Императора, о даровании окончательной победы русским войскам и освобождении христианского населения из-под турецкого владычества.
Русские войска продвинулись более чем на 100 км, разгромив не только 3-ю армию, но и ее резервы.
Черноморский флот использовал порт как военно-морскую базу. Командовал ей капитан 1-го ранга В. К. Лукин.

## Ход операции
Главнокомандующий войсками Российской империи на Кавказе Великий Князь Николай Николаевич Младший принял решение развить успех Эрзурумской операции 1916 года, разгромив левый фланг 3-й турецкой армии и овладев портом Трапезунд, и обеспечить тем самым правый фланг российского Приморского отряда. Осуществить замысел планировалось совместными действиями Кавказской армии (Приморский отряд под командованием генерал-лейтенанта Ляхова: 11 батальонов, 9 дружин, 3 сотни, 4 инженерные роты — всего около 15000 штыков и сабель при 38 орудиях) и Батумского отряда кораблей Черноморского флота (флаг капитана 1-го ранга М. М. Римского-Корсакова: 1 линкор, 2 эсминца, 2 миноносца, 2 канонерские лодки). Наступление предполагалось вести вдоль единственной дороги между берегом Черного моря и Лазистанским хребтом.
23 января (5 февраля) корабли Батумского отряда (цели указывали армейские офицеры, находившиеся на кораблях) обстреляли позиции противника у р. Архаве, подавив огонь двух береговых батарей. На следующий день русский ударный отряд (7000 штыков и сабель при 20 орудиях и 12 пулеметах) при поддержке артиллерии кораблей атаковал вдвое меньший по численности Лазистанский отряд турок (генерал-майор Ахмет Авни-паша; 3,4 тыс. человек, 6 орудий, 6 пулеметов). При этом отряд пластунов обходил правый фланг турок. После непродолжительного боя противник оставил позиции на левом берегу реки и отступил на 15 километров к Сумли и Вице. Корабли Батумского отряда, двигаясь вдоль берега, обстреливали отступающие турецкие отряды. За три дня боев турки потеряли убитыми до 500 чел., Приморский отряд — 160 чел. убитыми и ранеными, на кораблях Батумского отряда потерь и повреждений не было.
24 и 25 января Приморский отряд продолжил преследование противника, не позволяя ему закрепиться на тыловых рубежах. 26 января отряд вышел к р. Абу-Вице-Дереси, на левом берегу которой укрепились турки. 1 февраля генерал Ляхов решил штурмовать турецкие позиции по прежней схеме (после обстрела корабельными орудиями с левого и охвата отрядом пластунов с правого фланга), однако погода на море не позволила кораблям приблизиться к берегу. 2 февраля Батумский отряд  целый день обстреливал левый берег реки, однако из-за отсутствия должной рекогносцировки артиллерийский огонь был недостаточно эффективен, вследствие чего Ляхов не стал атаковать основными силами, ожидая результата действий пластунов. В ночь на 3-е февраля турки попытались атаковать основные силы русских, но были отброшены, после чего Приморский отряд при поддержке Батумского отряда перешел в наступление и к 6 февраля вышел на рубеж р. Беюк-дере, за которой находился г. Атина.
Турецкие позиции на р. Беюк-дере были заблаговременно укреплены, а рельеф местности был неблагоприятен для штурма. Генерал Ляхов решил совместить обход турецких войск с левого фланга с высадкой десанта в тылу противника. 17 февраля Ляхов вместе с командирами частей, кораблей и комендантами пунктов высадки на миноносце «Жаркий» подошли к берегу в районе г. Атина для рекогносцировки. Наблюдение показало, что турки сильно укрепили прибрежный фланг своей позиции, поэтому высадку десанта наметили в тылу противника, непосредственно в окрестностях Атины. 19 февраля отряды пластунов двинулись вверх по склонам Понтийского Тавра. Утром того же дня корабли Батумского отряда («Ростислав», «Кубанец», «Заветный», «Завидный», «Жаркий», «Строгий» и «Стремительный»), приблизившись к устью реки, открыли огонь по укреплениям турок. Рано утром 20 февраля корабли с войсками (тральщики №№18 [батальон пехоты, 1150 чел.] и 65 [батальон пехоты, 815 чел.] и транспорт «Корнилов» [взвод артиллерии, 2 взвода пулеметной команды, всего 150 чел. и 104 лошади]) под охраной миноносцев «Жаркий» и «Строгий» подошли к Атине и высадили десант восточнее (тральщик №18) и западнее (тральщик №65) города. Высадка прошла быстро, и лишь под конец противник открыл огонь, пытаясь ей воспрепятствовать. После наступления рассвета началась высадка десанта с транспорта, для прикрытия которой к берегу подошли остальные боевые корабли отряда. Вскоре десантники захватили две роты пленных, а турецкий отряд, не ожидавший появления русских войск с тыла, в панике начал отступать в горы. 
К 1 (14) апреля русские войска (при содействии тактических морских десантов в тылу противника, которые активно нарушали коммуникации турок) овладели Атиной, Ризе, Офом, Хумургяном и вышли к сильно укрепленной позиции турок на р. Карадере.

## Галерея

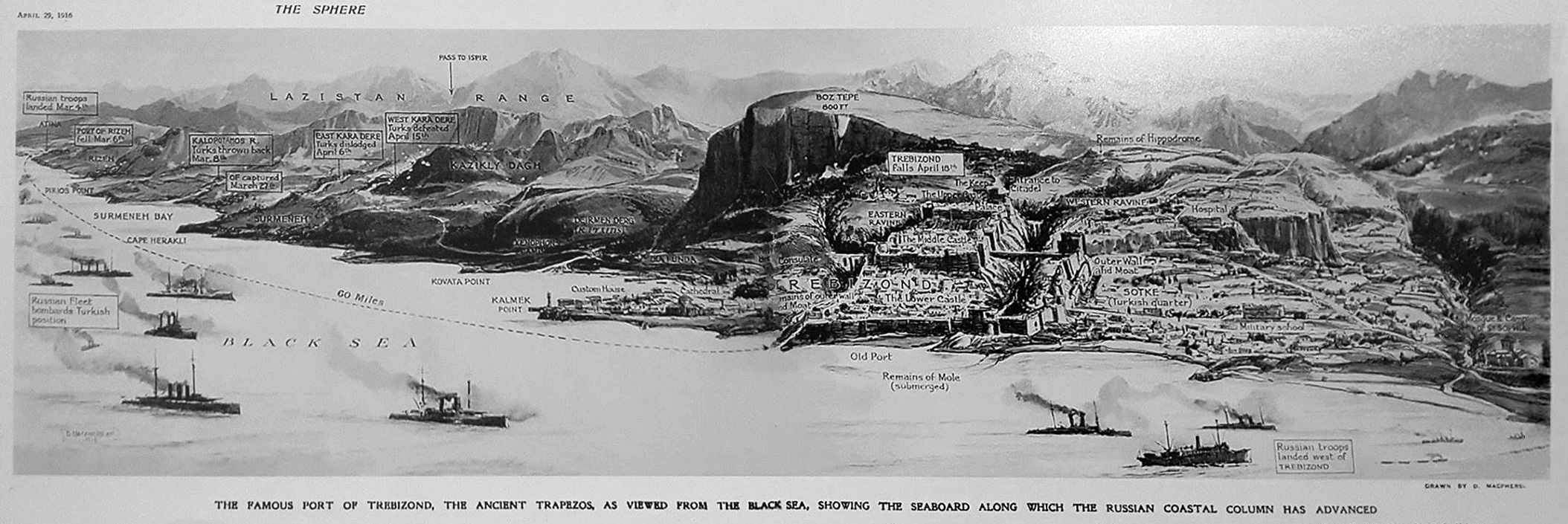
Иллюстрация Трапезундской операции, 1916 г.
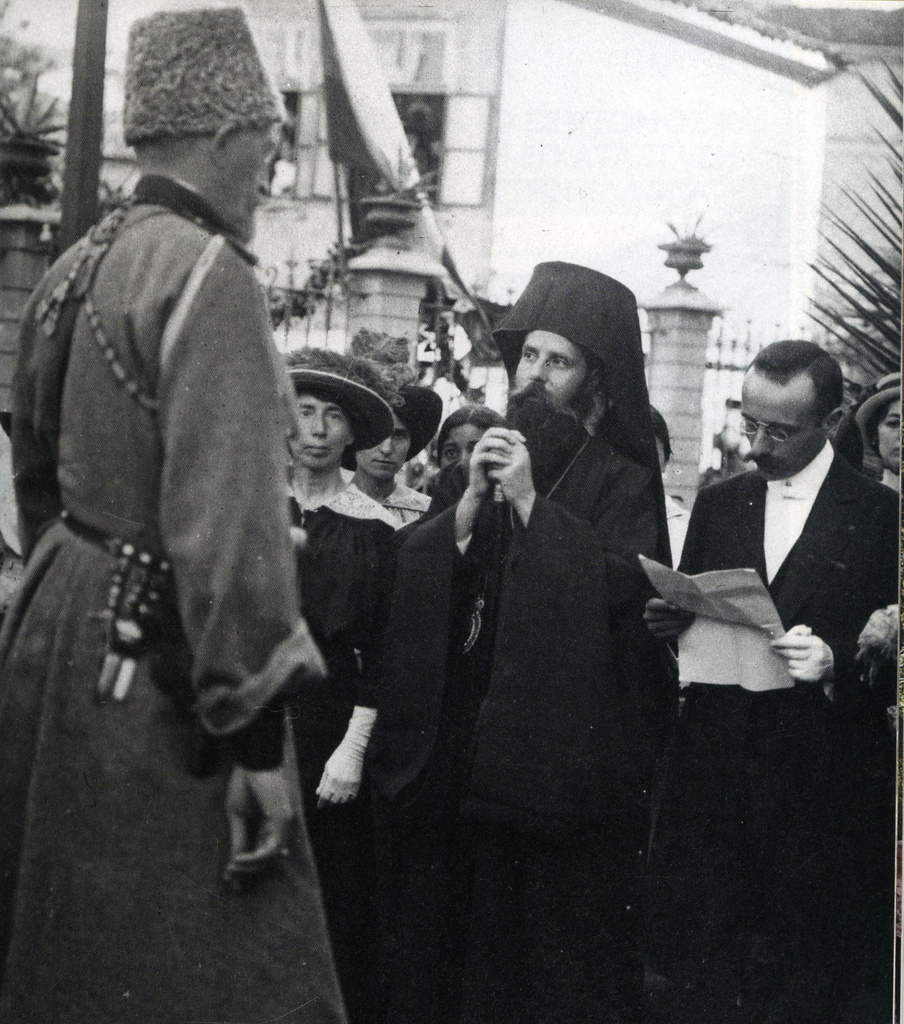
Главнокомандующий Кавказским фронтом Николай Николаевич (младший) в Трапезунде, 1916 г.